# Terrible Certainty
Terrible Certainty treći je studijski album njemačkog thrash metal sastava Kreator. Objavljen je 22. rujna 1987. godine, a objavila ga je diskografska kuća Noise Records.
Na ovom albumu, sastav uglavnom napušta elemente death, black i ekstremnog metala te se posvećuje thrash metalu.

## Popis pjesama
| 1. | »Blind Faith«          | 4:10 |
| 2. | »Storming with Menace« | 4:28 |
| 3. | »Terrible Certainty«   | 4:31 |
| 4. | »As the World Burns«   | 3:51 |

| Strana B | Strana B            | Strana B | Strana B | Strana B | Strana B | Strana B | Strana B | Strana B | Strana B |
| Br.      | Skladba             | Trajanje |          |          |          |          |          |          |          |
| -------- | ------------------- | -------- | -------- | -------- | -------- | -------- | -------- | -------- | -------- |
| 5.       | »Toxic Trace«       | 5:35     |          |          |          |          |          |          |          |
| 6.       | »No Escape«         | 5:03     |          |          |          |          |          |          |          |
| 7.       | »One of Us«         | 4:02     |          |          |          |          |          |          |          |
| 8.       | »Behind the Mirror« | 4:33     |          |          |          |          |          |          |          |
| 36:13    |                     |          |          |          |          |          |          |          |          |

## Zasluge
Kreator
- Mille Petrozza – vokali, gitara
- Jörg Trzebiatowski - gitara
- Roberto Fioretti – bas-gitara
- Ventor – bubnjevi, vokali (na pjesmi 4)

Ostalo osoblje
- Phil Lawvere – omot albuma
- Buffo Schnädelbach – fotografija
- Roy Rowland – produciranje